# SN 1998cf
SN 1998cf – supernowa odkryta 31 marca 1998 roku w galaktyce NGC 3504. W momencie odkrycia miała maksymalną jasność 15,00m.